# Branko Grčić
Branko Grčić (Knin, 16. travnja 1964.), hrvatski političar, ekonomist, potpredsjednik Vlade i ministar regionalnog razvoja i fondova Europske unije u dvanaestoj Vladi Republike Hrvatske.

## Životopis
Rođen je u Kninu, 16. travnja 1964. godine, gdje je završio osnovnu i srednju ekonomsku školu. Godine 1987. diplomirao je na Ekonomskom fakultetu u Splitu. Redoviti je profesor na Ekonomskom fakultetu u Splitu, a radni odnos je zasnovao krajem 1987. godine. Magistrirao je u listopadu 1990. na EF Zagreb na temu Ekonometrijski model razvoja društvenog sektora privrede Dalmacije, a u travnju 1996. uspješno obranio doktorsku disertaciju na temu modelskog pristupa upravljanju regionalnim razvitkom (Simulacijski model upravljanja razvojem regije). U srpnju 1997. izabran je u zvanje docenta, u prosincu 2001. u zvanje izvanrednog profesora, a u ožujku 2005. u zvanje redovitog profesora za znanstvene discipline Makroekonomija i Regionalna ekonomija. 
Do danas je objavio šesdesetak znanstvenih i stručnih radova u zemlji i inozemstvu, osobito iz područja makroekonomije i regionalne ekonomije te razvoja poduzetništva. U tijeku svog znanstvenog rada bio je sudionik više domaćih i međunarodnih znanstvenih skupova ili konferencija. 
Obnašao je dužnost dekana Ekonomskog fakulteta u Splitu. 
Član je Socijaldemokratske partije Hrvatske (SDP-a) od 1999. godine, gdje je član Glavnog odbora i predsjednik Savjeta za gospodarstvo i regionalni razvoj. Saborski zastupnik postaje 2007. te je član Odbora za gospodarstvo, Odbora za europske integracije te Odbora za međuparlamentarnu suradnju. Obnašao je i dužnost potpredsjednika Izaslanstva Hrvatskog sabora u Zajedničkom parlamentarnom odboru Republike Hrvatske - Europske unije.
Vodio je skupinu za pregovore s Europskom unijom - Regionalna politika i koordinacija strukturnih instrumenata. 
Bio je gospodarski strateg SDP-a i jedan od kreatora gospodarskog programa Kukuriku koalicije.
Govori engleski jezik.

## Vanjske poveznice
http://www.vlada.hr/
http://www.mrrfeu.hr/  Arhivirana inačica izvorne stranice od 14. travnja 2012. (Wayback Machine)
http://hr.wikipedia.org/wiki/Vlada_Republike_Hrvatske
http://hr.wikipedia.org/wiki/Ministarstvo_regionalnoga_razvoja_i_fondova_Europske_unije